# Фа Нгум
Фа Нгум (лаос. ຟ້າງູ່ມ‎‎‎‎), тронне ім'я Сомдет Брат-Анья Фа Ладуранія Срі Садхана Канаюдха Магараджа Брат Раджадхарана Срі Чудхана Негара (лаос. ສົມເດັດ ພຣະບາດ ອັນຍາ ຟ້າ ລັດທຸຣັນຍາ ສຣີ ສັດຕະນາ ຄະນະຍຸດທາ ມະຫາຣາຊ໌ ພຣະບາດ ຣາຊະທໍຣະນາ ສຣີ ສັດຕະນະ ນະຄອນ‎‎‎‎; 1316-1393) — засновник і перший правитель королівства Лансанг.

## Біографія
Був сином вигнанця Пхі Фа. Його виховував богослов Мага Пасаман Чао. У шістнадцятирічному віці Фа Нгум одружився з камбоджійською принцесою Кєо.
Фа Нгум народився у князівстві Муанг Суа (територія сучасного міста Луанґпхабанґ). У 1320-х роках, коли Фа Нгум був ще дитиною, його батька разом з родиною заслали до кхмерської столиці, міста Ангкор-Тхом. Дослідники розходяться в думках з приводу того, що стало причиною вигнання Пхі Фа, сина правителя Муанг Суа: одні вважають, що у того був конфлікт з однією з дружин князя, інші джерела вказують на те, що Фа Нгум народився з 33-ма зубами, що передвіщало загрозу добробуту держави. У 36-річному віці Фа Нгум повернувся на батьківщину на чолі 10-тисячного війська, повалив місцевого володаря та заснував власне королівство Лансанг та став його першим правителем.
Офіційно він назвав свою державу Ланг Санг Хьом Кхао (букв. земля мільйона слонів і білої парасольки). Слон символізував військову міць (як основна бойова одиниця), а біла парасолька королівську владу та офіційну релігію — буддизм. Своєю столицею Фа Нгум зробив місто Сангдонг Сангтонг  (сучасний Луанґпхабанґ).
За свого правління Фа Нгум підкорив Нгеан і долину між річками Хонгха та Да (В'єтнам), а також території сучасного Ісаану (Таїланд). У 1352—1354 роках він завоював Муангсінг, Муангхум, Кенхунг, Чіангсен та Чіангмай (північний Таїланд), Паку та Пакбенг. 1353 року королю вдалось підкорити також В'єнтьян, Сіангкхуанг і Луанґпхабанґ. Він остаточно переміг свого дядька в битві біля Сангдонг Сангтонга та став повновладним господарем у власному королівстві. Після того Фа Нгум проголосив тгеравадський буддизм державною релігією. Близько 1350 року він символічно присягнув на вірність державі Монгмао, втім це жодним чином не вплинуло на його правління.
1373 року члени королівської родини та деякі придворні змусили Фа Нгума виїхати у вигнання. Після того трон зайняв син Фа Нгума Унхуан, більше відомий під ім'ям Самсенетаї. Останньому на той момент ледве виповнилось 18 років.

## Родина
Мав принаймні двох дружин:
1. королева Кео Канья, уродженка Кхмерської імперії
  1. принц Унхуан — король Лансангу (1372—1417)
  2. принц Кхамконг
  3. принцеса Кео Кеткасі
2. королева Кео Лотфа, дочка правителя Аюттхаї Рамадіпаті.